# Macoszyn Duży
Macoszyn Duży (dawniej Macoszyn Wielki) – wieś w Polsce, położona w województwie lubelskim, w powiecie włodawskim, w gminie Wola Uhruska. 
W latach 1975–1998 wieś należała administracyjnie do województwa chełmskiego.
Wieś jest sołectwem w gminie Wola Uhruska. Według Narodowego Spisu Powszechnego z roku 2011 wieś liczyła 113 mieszkańców.
Wierni Kościoła rzymskokatolickiego należą do parafii św. Stanisława Kostki w Kosyniu.

## Części wsi
| SIMC    | Nazwa | Rodzaj    |
| ------- | ----- | --------- |
| 0993739 | Pólka | część wsi |

## Historia
W wieku XVI występuje jako Maczoszin, lustracja z roku 1565 wspomina wieś jako nowo osadzoną w starostwie chełmskim, miała 24 kmieci i 2 świeżo osiadłych. Dochód ze wsi według regestru 52 złotych.
Według Słownika geograficznego Królestwa Polskiego z roku 1884, Macorzyn Wielki i Macorzyn Mały, wsie w powiecie włodawskim ówczesnej gminie Bytyń, parafii Uhrusk. Macorzyn Wielki ma 38 domów., 362 mieszkańców, 1635 mórg Macorzyn Mały ma 59 domów., 395 mieszkańców, 8988 mórg obszaru. 
Spisu z roku 1827  wykazał: Macorzyn Wielki, wówczas wieś rządowa który posiadał 42 domy i 253 mieszkańców oraz Macorzyn Mały także wieś rządowa  posiadająca 32 domy zamieszkałe przez 200 mieszkańców.